# Anwerbeabkommen zwischen der Bundesrepublik Deutschland und Griechenland
Das Anwerbeabkommen zwischen der Bundesrepublik Deutschland und Griechenland wurde am 30. März 1960 unterzeichnet (Kabinett Adenauer III) und führte zum Beginn einer griechischen  Einwanderung in die Bundesrepublik Deutschland. Die angeworbenen Arbeiter wurden in Deutschland als Gastarbeiter bezeichnet.
Gemäß dem Anwerbeabkommen wurde griechischen Staatsbürgern zur Erzielung von Erwerbseinkommen ein zeitlich unbefristeter Aufenthalt in der Bundesrepublik Deutschland gewährt. Die Anwerbeabkommen mit der Bundesrepublik Deutschland wurden auf Initiative der Entsendeländer zum Ausgleich von deren Leistungsbilanzdefizit gegenüber der Bundesrepublik Deutschland geschlossen.
Ähnliche Anwerbeabkommen schloss die Bundesrepublik Deutschland auch mit anderen Staaten: Türkei, Italien, Jugoslawien, Marokko, Portugal, Spanien und Tunesien. 

## Hintergrund
In der Zeit des Wirtschaftswunders nach dem Zweiten Weltkrieg herrschte in der Bundesrepublik Deutschland ein starker Mangel an Arbeitskräften. Gleichzeitig hatten viele Mittelmeerländer mit hoher Arbeitslosigkeit zu kämpfen. Das Abkommen mit Griechenland war nach Italien (1955) und Spanien (1960) das dritte seiner Art.

## Folgen und Entwicklung
Infolge des Abkommens wurde in Athen eine deutsche Kommission eingerichtet, die für die Anwerbung und Vermittlung der griechischen Arbeitskräfte zuständig war. Viele der Angeworbenen wurden in der Industrie eingesetzt.
Mit dem Anwerbestopp vom 23. November 1973 wurde die gezielte Anwerbung von Gastarbeitern beendet. Zu diesem Zeitpunkt lebten bereits mehrere hunderttausend griechische Staatsbürger in Deutschland. Viele von ihnen blieben dauerhaft und holten ihre Familien nach.
Im Jahr 2023 lebten in Deutschland 479.000 Menschen mit griechischem Migrationshintergrund.

## Belege
1. ↑  Heike Knortz: Diplomatische Tauschgeschäfte. "Gastarbeiter" in der westdeutschen Diplomatie und Beschäftigungspolitik 1953–1973. Böhlau Verlag, Köln 2008.
2. ↑  Bevölkerung in Privathaushalten nach Migrationshintergrund im weiteren Sinn nach ausgewählten Geburtsstaaten. Deutsches Statistisches Bundesamt, 10. April 2024, abgerufen am 20. Juli 2025.